# Дементьев, Иван Васильевич
Ива́н Васи́льевич Деме́нтьев (2 сентября 1932, Ясашная Ташла, Средневолжский край — 5 марта 2009, Екатеринбург) — советский российский учёный, горный инженер, кандидат технических наук (1962), профессор (1983), ректор Свердловского горного института (1988—2000), действительный член Академии естественных наук (1996), действительный член Международной академии минеральных ресурсов (1998). Известен работами по разработке новых технологий подземной эксплуатации медно-колчеданных и полиметаллических месторождений Урала и Казахстана.

## Биография
Родился 2 сентября 1932 года в селе Ясашная Ташла (ныне — в Тереньгульском районе Ульяновской области).
В 1955 году окончил Свердловский горный институт. В том же году начал работать в Научно-исследовательском и проектном институте «Унипромедь», сначала младшим научным сотрудником, затем — старшим научным сотрудником.
В 1962 году успешно защитил диссертацию на соискание учёной степени кандидата технических наук, после чего он приступил к преподавательской деятельности доцентом в Свердловском горном институте, где последовательно занимал должности заведующего кафедрой разработки рудных и россыпных месторождений, деканом горного факультета и проректором по учебной работе.
Сфера научных интересов Ивана Дементьева лежит в области разработки месторождений полезных ископаемых. Им были разработаны и внедрены эффективные системы с обрушением в условиях пожароопасных медноколчеданных месторождений. Провёл исследования закономерности потерь и разубоживания руды в зависимости от технологических параметров горных работ.
Написал более 150 печатных научных работ. Среди его учеников 23 человека стали кандидатами технических наук. В 1983 году был избран профессором.
В 1988—2000 годы — ректор Свердловского горного института. При нём активизировалась и укреплялась связь науки с горной промышленностью, проводились регулярные горнопромышленные съезды на Урале, укреплялись международные контакты между профильными институтами.
Стал одним из инициаторов возрождения Уральских горнопромышленных съездов, избирался президентом Уральской горнопромышленной ассоциации и членом Европейского общества профессоров горного дела. Возродил издание журнала «Уральское горное дело».
Удостоен почётных званий «Почётный работник высшего профессионального образования Российской Федерации», «Заслуженный работник высшей школы Российской Федерации», лауреат Уральской горной премии. Награждён Орденами «Почёта», «Знак Почёта», медалями «В ознаменование 100-летия со дня рождения Владимира Ильича Ленина» и «Ветеран труда».
Также награждён почётными знаками «Отличник высшей школы Российской Федерации», «Шахтерская Слава» трёх степеней, «Шахтерская Слава» III степени (Польша).
Скончался 5 марта 2009 года в Екатеринбурге. Похоронен на Широкореченском кладбище.